# 2002 PA153
2002 PA153, também escrito como 2002 PA153, é um objeto transnetuniano que está localizado no Cinturão de Kuiper, uma região do Sistema Solar. Este objeto é classificado como um cubewano. Ele possui uma magnitude absoluta de 8,8 e tem um diâmetro estimado com cerca de 76 km.

## Descoberta
2002 PA153 foi descoberto no dia 15 de agosto de 2002 pelos astrônomos M. J. Holman, J. J. Kavelaars, T. Grav e W. Fraser.

## Órbita
A órbita de 2002 PA153 tem uma excentricidade de 0,065 e possui um semieixo maior de 45,544 UA. O seu periélio leva o mesmo a uma distância de 42,591 UA em relação ao Sol e seu afélio a 48,496 UA.